# シャーリー&リー
シャーリー&リー（英語: Shirley & Lee）は、アメリカ合衆国ルイジアナ州ニューオーリンズ出身のR&Bのヴォーカル・デュオ。1950年代に登場し、「Let The Good Times Roll」などのヒットを生んだ。

## 来歴

### デュオ結成と活躍
ニューオーリンズで生まれ育ったシャーリー・グッドマン (Shirley Goodman、1936年6月19日 – 2005年7月5日)とレナード・リー (Leonard Lee、1935年6月29日 – 1976年10月26日)は、市内ののジョセフ・S・クラーク高校で出会い、在学中の1952年、アラディン・レコードからシングル「I’m Gone」でデビューを果たした。この曲はデイヴ・バーソロミューのペンとプロデュースによるもので、初期のスカに影響を与えたと言われている。同曲は、ビルボードのR&Bチャート2位のヒットを記録した。 1955年には「Feel So Good」も同じくR&Bチャートで2位となった。
アラディンは、シャーリー&リーを「スウィートハーツ・オブ・ザ・ブルース」との愛称で売り出し、2人はロマンチックな男女関係をテーマとした楽曲を多く発表したが、彼らは実際には夫婦ではなく、デュオで活動していた当時、共に別の相手と結婚していた。
1956年、彼ら最大のヒットとなる「Let The Good Times Roll」（ルイ・ジョーダンの曲とは別曲）をリリース。R&Bチャートで1位、ポップス・チャートでも20位に食い込み、100万枚以上を売り上げた。
1959年、彼らはアラディンを離れ、ワーウィックと契約。「Let The Good Times Roll」のリメイクを始めとし5枚のシングルをリリースしたものの、ヒットにはつながらなかった。1962年にはインペリアルに移籍しリリースを続けるが、勢いを取り戻すことはできず、デュオは1963年のシングルを最後に活動停止をした。

### デュオ解消後
グッドマンは、その後カリフォルニア州に移住し、セッション・シンガーとしてソニー&シェール、ドクター・ジョンなどのセッションに参加。特に後者は1967年のデビュー作『グリ・グリ』のレコーディングに始まり、以後1972年の『ガンボ』まで、計5枚のアルバムに名を連ねている。ローリング・ストーンズの1972年の作『メイン・ストリートのならず者』にもコーラスで参加している。
一方、リーはソロ・アーティストとしての活動を模索し、いくつかのシングルをリリースするが、成功を収めることはなかった 。
1970年代になるとグッドマンはミッキー&シルヴィアで活躍したシルヴィア・ロビンソンの誘いを受け、スタジオ・ミュージシャンたちとシャーリー・アンド・カンパニー名義で活動をするようになった。同グループは、1974年にディスコ調の軽快な「Shame, Shame, Shame」が小ヒットを記録している。
一方シャーリー&リーは、1971年、マディソン・スクエア・ガーデンで開催されたオールディーズ・コンサートで、一夜限りの再結成を果たす。1974年にもテレビ番組「ミッドナイト・スペシャル」のために再結成し、「Let The Good Times Roll」を披露している。
リーはデュオの活動停止後はソーシャルワーカーの資格を取り、政府の貧困対策機関に勤務していたが、1976年10月26日、ニューオーリンズで心臓発作で死去。41歳。
グッドマンは、70年代後半には音楽活動から引退した。1994年には、脳卒中を患った。2005年7月5日にロサンゼルスにて死去している。69歳だった。

## ディスコグラフィー

### アルバム
| 年     | 曲名                        | レーベル       |
| 1956年 | 『Let The Good Times Roll』 | Aladdin LP-807 |
| 1961年 | 『Let The Good Times Roll』 | Warwick W-2028 |

### シングル
| 1952年 | "I’m Gone" b/w "Sweethearts"                                | Aladdin 3153  | —    | 2 —  |
| 1953年 | "Baby" b/w "Shirley, Come Back Me"                          | Aladdin 3173  | —    | —    |
| 1953年 | "Shirley's Back" b/w "So In Love"                           | Aladdin 3192  | —    | —    |
| 1953年 | "The Proposal" b/w "Two Happy People"                       | Aladdin 3205  | —    | —    |
| 1954年 | "Why Did I" b/w "Lee Goofed"                                | Aladdin 3222  | —    | —    |
| 1954年 | "Keep On" b/w " Confessin'"                                 | Aladdin 3244  | —    | —    |
| 1954年 | "Comin' Over" b/w "Takes Money"                             | Aladdin 3258  | —    | —    |
| 1955年 | "You'd Be Thinking Of Me" b/w "Feel So Good"                | Aladdin 3289  | —    | — 2  |
| 1956年 | "That's What I'll Do" b/w "A Little Word"                   | Aladdin 3313  | —    | —    |
| 1956年 | "Let The Good Times Roll" b/w "Do You Mean To Hurt Me So"   | Aladdin 3325  | 20 — | 1 —  |
| 1956年 | "I Feel Good" b/w "Now That It's Over"                      | Aladdin 3338  | 38 — | 3 —  |
| 1957年 | "When I Saw You" b/w "That's What I Wanna Do"               | Aladdin 3362  | —    | 14 — |
| 1957年 | "I Want To Dance" b/w "Marry Me"                            | Aladdin 3369  | —    | —    |
| 1957年 | "Don't You Know I Love You" b/w "Rock All Nite"             | Aladdin 3380  | —    | —    |
| 1957年 | "Rockin' With The Clock " b/w "The Flirt"                   | Aladdin 3390  | —    | —    |
| 1958年 | "I'll Thrill You" b/w "Love No One But You"                 | Aladdin 3405  | —    | —    |
| 1958年 | "Everybody's Rockin'" b/w "Don't Leave Me Here To Cry"      | Aladdin 3418  | —    | —    |
| 1959年 | "Come On And Have Your Fun" b/w " All I Want To Do Is Cry " | Aladdin 3432  | —    | —    |
| 1959年 | "When Day Is Done" b/w "True Love"                          | Aladdin 3455  | —    | —    |
| 1960年 | "Let The Good Times Roll" b/w "Keep Loving Me"              | Warwick 531   | 48 — | —    |
| 1960年 | "I've Been Loved Before" b/w "Like You Used To Do"          | Warwick M-535 | 88 — | —    |
| 1961年 | "Two Peas In A Pod" b/w "Your Love Makes The Difference"    | Warwick M609  | —    | —    |
| 1961年 | "Well-A, Well-A" b/w "Our Kids"                             | Warwick M664  | 77 — | —    |
| 1962年 | "Let's Live it Up" b/w "Girl, You're Married Now"           | Warwick M679  | —    | —    |
| 1962年 | "Together We Stand (Divided We Fall)" b/w "The Joker"       | Imperial 5818 | —    | —    |
| 1962年 | "I’m Old Enough" b/w "My Last Letter"                       | Imperial 5854 | —    | —    |
| 1962年 | "Don’t Stop Now" b/w "A Little Thing"                       | Imperial 5868 | —    | —    |
| 1963年 | "Hey Little Boy" b/w "The Golden Rule"                      | Imperial 5922 | —    | —    |
| 1963年 | "I'm Gone" b/w "Dancing World"                              | Imperial 5970 | —    | —    |